# أورلاندو ريتشي
أورلاندو ريتشي (بالإيطالية: Orlando Ricci)‏ (5 أكتوبر 1910 ماسا إيطاليا - ) هو لاعب كرة قدم إيطالي، يلعب كلاعب وسط، لعب 83 مباراة وسجل 11 هدف.

## مسيرته

### مسيرته مع الأندية
- 1926 - 1933 لعب مع US Massese 1919 [الإنجليزية]‏ 17 مباراة سجل خلالها هدفين.
- 1928 - 1937 لعب مع كارسو كالتشيو [الإنجليزية]‏ مباراة.
- 1930 - 1931 لعب مع نادي لوكيزي مباراتين.
- 1931 - 1932 لعب مع هيلاس فيرونا 10 مباريات سجل خلالها 3 أهداف.
- 1933 - 1934 لعب مع Vigevano Calcio [الإنجليزية]‏ 23 مباراة سجل خلالها هدفين.
- 1935 - 1936 لعب مع أتالانتا 15 مباراة.
- 1937 - 1939 لعب مع نادي سافونا [الإنجليزية]‏ 15 مباراة سجل خلالها 4 أهداف.